# Anthaxia angulaticollis
Anthaxia angulaticollis es una especie de escarabajo del género Anthaxia, familia Buprestidae. Fue descrita científicamente por Kurosawa en 1956.